# اندازه‌گیری پایداری

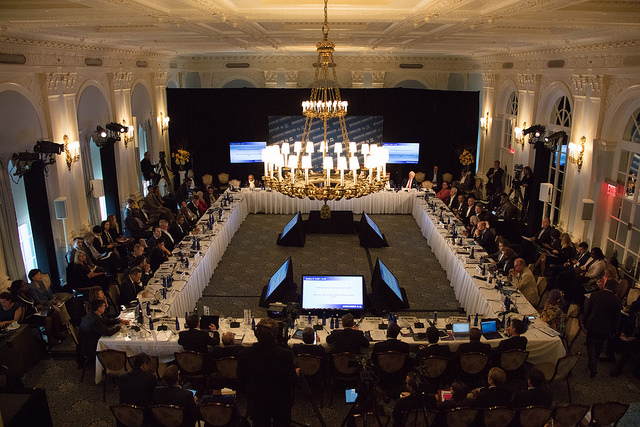
کمیسیون توسعه پایدار سازمان ملل متحد

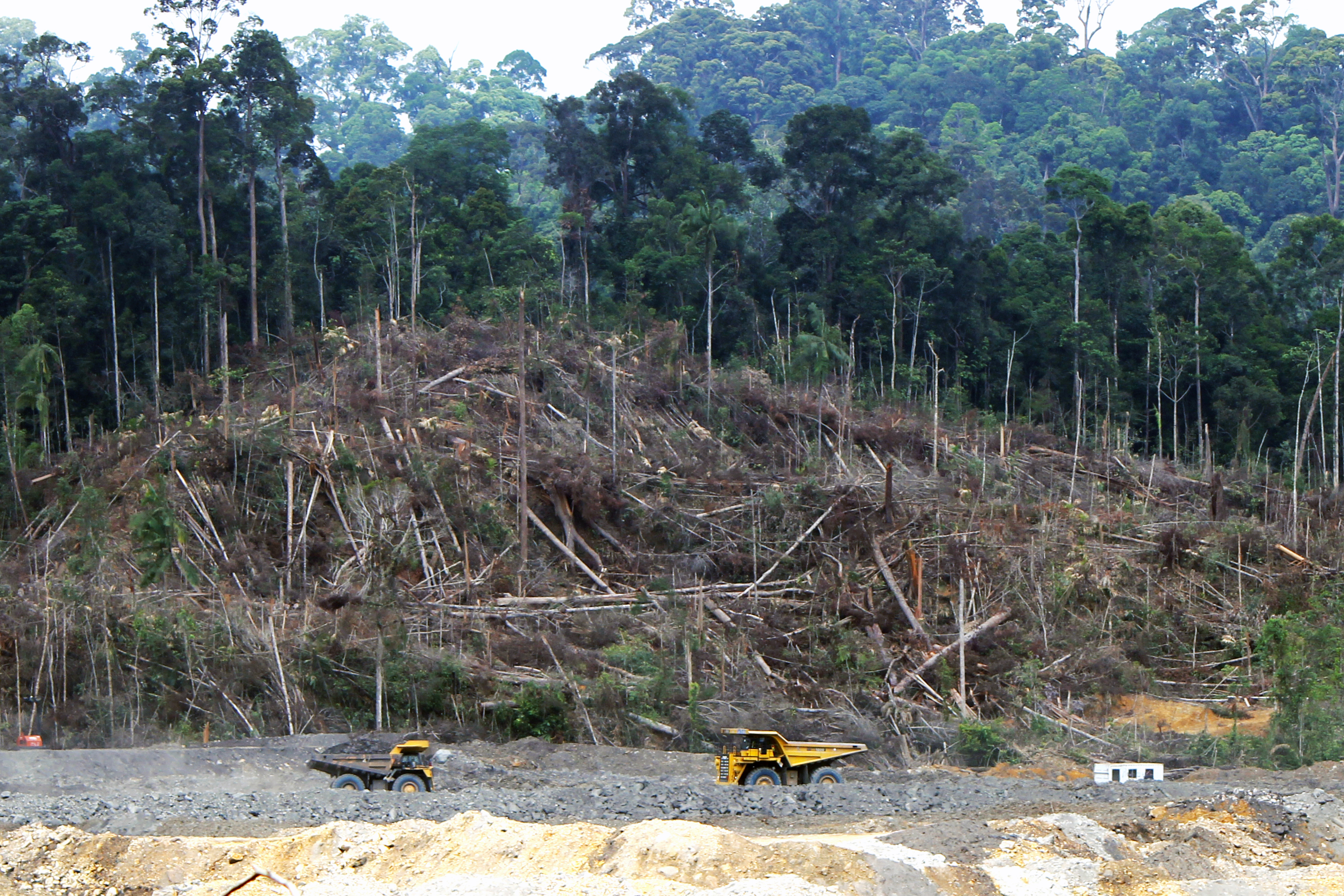
قطع درختان در کالیمانتان، بخش اندونزیایی بورنئو، در سال ۲۰۱۳، به منظور ایجاد پروژه جدید استخراج زغال سنگ.

اندازه‌گیری پایداری (به انگلیسی: Sustainability measurement)، ابزارها و روش‌هایی هستند که برای اندازه‌گیری میزان پایداری فرایندها، محصولات، خدمات، کسب‌وکارها و غیره تلاش می‌کنند. کمی کردن پایداری دشوار است، شاید حتی غیرقابل اندازه‌گیری باشد. معیارهای مورد استفاده برای آزمایش و سنجش پایداری شامل پایداری حوزه‌های زیست‌محیطی، اجتماعی و اقتصادی (هم به صورت فردی و هم در ترکیب‌های مختلف) است و هنوز در حال تکامل هستند. آنها شامل شاخصها، معیارها، ممیزی‌ها، استانداردهای پایداری و سیستم‌های گواهی مانند تجارت منصفانه و ارگانیک، شاخص‌ها و حسابداری، و همچنین ارزیابی و دیگر سیستم‌های گزارش‌دهی هستند. آنها در طیف گسترده‌ای از مقیاس‌های مکانی و زمانی اعمال می‌شوند. برخی از اقدامات پایداری که به‌طور گسترده مورد استفاده قرار می‌گیرد شامل گزارش پایداری شرکتی، حسابداری سه‌گانه، جامعه پایداری جهانی، و برآورد کیفیت حاکمیت پایداری برای کشورهای جداگانه با استفاده از شاخص پایداری زیست‌محیطی و شاخص عملکرد زیست‌محیطی است. شاخص توسعه انسانی سازمان ملل متحد و ردپای بوم‌شناختی روش‌هایی برای نظارت بر توسعه پایدار در طول زمان هستند.

اوج هابرت در برابر تولید نفت